# Copelatus scalptus
Copelatus scalptus är en skalbaggsart som beskrevs av Guignot 1954. Copelatus scalptus ingår i släktet Copelatus och familjen dykare. Inga underarter finns listade i Catalogue of Life.